# Думбия, Шекна
Шекна Думбия (фр.  Cheickna Doumbia; род. 14 июня 2003, Бамако) — малийский футболист, нападающий клуба «Шабаб Аль-Ахли». Участник Олимпийских игр 2024 года.

## Биография
Воспитанник малийского клуба «Блэк Стар». С января 2022 года — игрок «Шабаб Аль-Ахли» из ОАЭ. Первоначально играл за молодёжную команду. Его дебют в чемпионате ОАЭ состоялся 30 апреля 2022 года в матче против «Аль-Айна» (0:1). По итогам сезона 2022/23 стал чемпионом ОАЭ, проведя по ходу сезона 15 матчей и забив 2 гола.
Думбия в составе молодёжной сборной Мали участвовал в Кубке африканских наций (для игроков до 23 лет) в Марокко в 2023 году. На турнире малийцы заняли третье место, что дало право команде сыграть на Олимпийских играх 2024 года в Париже.
Летом 2024 года Алу Бадра Диалло включил Шекну Думбия в состав Мали для участия в Олимпиаде 2024 года. Его гол в матче с Израилем позволил команде закончить матч с ничейным счётом 1:1.

## Достижения
- Чемпион ОАЭ: 2022/23